# Віддерн
Віддерн (нім. Widdern) — місто в Німеччині, знаходиться в землі Баден-Вюртемберг. Підпорядковується адміністративному округу Штутгарт. Входить до складу району Гайльбронн.
Площа — 25,23 км2. Населення становить 1854 ос. (станом на 31 грудня 2020).